# Jules-Alphonse-Ignace Rouiet
Jules-Alphonse-Ignace Rouiet, né à Laval le 17 juin 1858, mort le 16 décembre 1899, écrivain et religieux français.

## Biographie
Élève de l'Immaculée-Conception de Laval, du petit et du grand séminaire de Laval, ordonné prêtre en 1881, il alla continuer ses études à l'Institut catholique de Paris et s'affilia au diocèse de Versailles. Il prit part comme aumônier militaire à l'expédition de Madagascar, en 1894, rentra pour occuper quelques années la cure de Montlignon, et il retournait à Madagascar avec mission de fonder à l'Île Sainte-Marie une œuvre française et catholique, quand, enflammé pour toutes les nobles causes, il décida de tenter le passage au Transvaal. 
Le vaisseau fit naufrage le 16 décembre 1899 dans les eaux du Mozambique.

## Publications
- Éloge du Général Chanzy, 1886
- À propos de la France juive, 1886, sous le pseudonyme Arsène Guérin
- Aux Françaises, conférences sur la colonisation données à Paris et dans les principales villes de France, 1886
- La Sécurité nationale ou le Péril extérieur, 1893, sous la signature Christian Franc'

## Source
« Jules-Alphonse-Ignace Rouiet », dans Alphonse-Victor Angot et Ferdinand Gaugain, Dictionnaire historique, topographique et biographique de la Mayenne, Laval, A. Goupil, 1900-1910 [détail des éditions] (BNF 34106789, présentation en ligne)